# Monochamus sartor
Monochamus sartor е вид бръмбар от семейство Сечковци (Cerambycidae). Видът не е застрашен от изчезване.

## Разпространение и местообитание
Разпространен е в Австрия, Албания, Беларус, Босна и Херцеговина, България, Германия, Италия, Литва, Лихтенщайн, Полша, Румъния, Словакия, Словения, Сърбия (Косово), Турция, Украйна, Унгария, Франция, Хърватия, Черна гора, Чехия и Швейцария.
Обитава гористи местности, планини и възвишения.